# Niger (land)
Niger (uitspraak: [ˈniɣər]), officieel de Republiek Niger (Frans: République du Niger), is een Afrikaans land, dat deels in en deels ten zuiden van de Sahara ligt. Het land heeft geen zeekust en grenst aan zeven landen: Algerije, Libië, Tsjaad, Nigeria, Benin, Burkina Faso en Mali. Niger is een republiek en behoort tot de landen die in 1960 voortkwamen uit de Franse kolonie Frans-West-Afrika. De hoofdstad van Niger is Niamey. Andere grote steden zijn Zinder, Maradi, Agadez en Tahoua.
Het land is genoemd naar de rivier de Niger. Delen van het land liggen in een gordel genaamd de Sahel, voorheen ook wel de Soedan genoemd; niet te verwarren met de huidige staat Soedan in het oostelijk deel van die gordel.
Het is volgens de VN-index van de menselijke ontwikkeling (2018) het minst ontwikkelde land ter wereld. Niger is tevens een van de armste landen ter wereld.

## Geschiedenis

### Vroege geschiedenis
Nomadische Toearegs vestigden zich in de 10e eeuw in het Aïrmassief. Tegen de 15e eeuw hadden ze een rijk opgebouwd rond de stad Agadez. Op hetzelfde moment hadden de Songhai het gelijknamige Songhairijk opgebouwd rond de rivier de Niger. De Songhai veroverden het Toearegrijk, maar werden in de 16e eeuw verdreven door een Marokkaans leger. Hierna vestigden de Hausa en de Fulani koninkrijken in het gebied.

### Onder Frans bewind
Aan het einde van de 19e eeuw kwamen de Fransen in Niger aan en brachten het gebied onder hun controle. Van 1900 tot 1958 was Niger een onderdeel van Frans-West-Afrika.

### Onafhankelijkheid en staatsgrepen
In 1958 werd Niger een presidentiële republiek en op 3 augustus 1960 werd het land volledig onafhankelijk. 3 augustus is de nationale feestdag. Na de onafhankelijkheid werd het land geplaagd door droogtes en voedseltekorten. Dit heeft geleid tot politieke instabiliteit. In 1974 pleegde een groep legerofficieren onder leiding van luitenant kolonel Seyni Kountché een staatsgreep tegen de regering van de eerste president, Hamani Diori. Ze namen de regering over en stelden de grondwet buiten werking.
In 1989 werd de democratie hersteld en in 1992 werd een nieuwe grondwet aangenomen. In 1993 werden verkiezingen gehouden, en op 27 maart 1993 werd Mahamane Ousmane ingehuldigd als eerste president van de Derde Republiek. De militairen namen in 1996 opnieuw de macht over, nu onder kolonel Ibrahim Barre Mainassara. Laatstgenoemde werd tot president 'gekozen'. In 1999 werd hij vermoord en zijn plaats werd ingenomen door de nieuwe militaire leider Daouda Malam Wanké. Deze beloofde democratische verkiezingen en nog in 1999 werd Mamadou Tandja gekozen tot president van Niger. Hij werd op 4 december 2004 herkozen. Premier was van 2000 tot 2007 Hama Amadou, die in juni 2008 in Niamey werd gearresteerd op beschuldiging van verduistering van zo'n 230.000 dollar. Tijdens zijn regeerperiode kwamen de Touereg in opstand.
In 2009 kwam aan de prille democratie een voorlopig einde toen het einde van Tandja's tweede en laatste termijn naderde. Het parlement en het constitutionele hof verzetten zich tegen wijziging van de grondwet en werden ontbonden. De president riep op 26 juni de noodtoestand uit en ging per decreet regeren. Begin augustus 2009 stemde de bevolking met 92% voor aanpassing van de grondwet ten gunste van Tandja. Op 18 februari 2010 werd door een groep militairen een coup gepleegd tegen de regering van Tandja. Daarbij werd Tandja gevangengenomen. De militairen vormden een Opperste Raad voor het herstel van de democratie. Ze benoemden kolonel Salouf Djibou tot voorlopig president en de burger Mahamadou Dandah tot premier. Een jaar later, in maart 2011, werd bij eerlijke verkiezingen oppositieleider Mahamadou Issoufou gekozen tot president van Niger.
In 2013 kregen Franse en Amerikaanse militairen toestemming om vanuit Niger operaties uit te voeren tegen jihadistische groeperingen in buurland Mali ten tijde van de burgeroorlog aldaar. Frankrijk had tussen de 1000 en 1500 troepen in Niger, voornamelijk op een basis bij de hoofdstad. Amerika heeft ongeveer 1000 troepen verdeeld over een basis nabij de hoofdstad en een drone basis nabij Agadez. Sinds 2017 is ook België met ongeveer 100 man betrokken bij het trainen van Nigereze soldaten onder de naam operatie New Nero in de plaats Tillia.  Naast België hebben ook Canada en Italië en had Duitsland een trainingsmissie in Niger. De EU was met twee eigen programma's aanwezig in Niger, EUCAP Sahel Niger (training politie) en EUMPM NIGER (training militairen). Deze politiemissie, waar ook Nederland aan mee deed, had tot doel om zowel het terrorisme te bestrijden alsmede om de migratiestromen richting Europa in te dammen.
In 2020/2021 leiden de nieuwe verkiezingen, waarbij Issoufou na twee presidentstermijnen van 5 jaar zal aftreden, tot nieuwe onrusten in het land. Op 27 december 2020 gingen de Nigerezen naar de stembus nadat Issoufou had aangekondigd dat hij zou aftreden, wat de weg vrijmaakte voor Nigers eerste vreedzame machtsovername in de geschiedenis van het land. Geen enkele kandidaat behaalde echter een absolute meerderheid bij de stemming: Mohamed Bazoum kwam het dichtst in de buurt met 39,33%. Overeenkomstig de grondwet werd op 20 februari 2021 een tweede ronde van de verkiezingen gehouden, waarbij Bazoum 55,75% van de stemmen haalde en oppositiekandidaat (en voormalig president) Mahamane Ousmane 44,25%, volgens de kiescommissie.
Op 31 maart 2021 verijdelden de veiligheidstroepen van Niger een poging tot staatsgreep door een militaire eenheid in de hoofdstad Niamey. Zwaar geweervuur werd in de vroege uren gehoord in de buurt van het presidentieel paleis van het land. De aanval vond plaats twee dagen voordat de nieuwgekozen president, Mohamed Bazoum, zou worden beëdigd. De presidentiële garde heeft tijdens het incident verschillende mensen gearresteerd.
Op 26 juli 2023 pleegde een militaire groepering onder leiding van generaal Abdourahamane Tchiani een staatsgreep en werd president Bazoum gevangen genomen. Dit leidde tot een boycot door ECOWAS waaronder het afsluiten van de elektriciteitsvoorziening vanuit Nigeria. Eind december 2023 vertrokken de Fransen troepen uit Niger op verzoek van het regime, stopte het regime de samenwerking met de EU missies en moest uiteindelijk ook de VS zijn basis opgeven. Niger trok vervolgens op met Mali en Burkina Faso, waar al eerder een staatgreep plaatsvond, en vormde de Alliantie van Sahelstaten (AES). Ze stapte ook gezamenlijk begin 2024 uit ECOWAS.

## Bevolking
Het grootste gedeelte van de bevolking woont in de vallei van de rivier de Niger. Het vruchtbaarheidscijfer van Niger ligt op 6,7 kinderen per vrouw (2023) en is het hoogste ter wereld. De helft van de bevolking is jonger dan 15 jaar. Het jaarlijkse groeipercentage van 3,9%, wat een verdubbeling van de bevolking in 18 jaar betekent, is een niveau dat nog nooit in de geschiedenis is bereikt. Veruit de meeste mensen wonen op het platteland, de urbanisatiegraad staat op 17% in 2023.

### Etnische groepen
De Nigerese bevolking is onderverdeeld in verschillende etnische groepen, namelijk de: Hausa (53,1%), Songhai (21,2%), Toearegs (11,0%), de Fulani of Fulbe (6,9%), de Kanuri (5,9%) en andere groepen.

### Gezondheid
- levensverwachting in 2023: totale bevolking: 60,5 jaar, waarvan mannen: 58,9 jaar en vrouwen: 62,1 jaar[1]
- kindersterfte 2023: 65,5 per 1000 levend geborenen
- dichtheid artsen 2014: 0,05 artsen per 1.000 inwoners[24]

### Religie
De islam is de dominante godsdienst in Niger, bijna de gehele bevolking hangt dit geloof aan. Het land is sinds de oprichting in 1969 lid van de Organisatie voor Islamitische Samenwerking. De kleine christelijke bevolking situeert zich voornamelijk in de regio van Doutchi.

## Bestuurlijke indeling

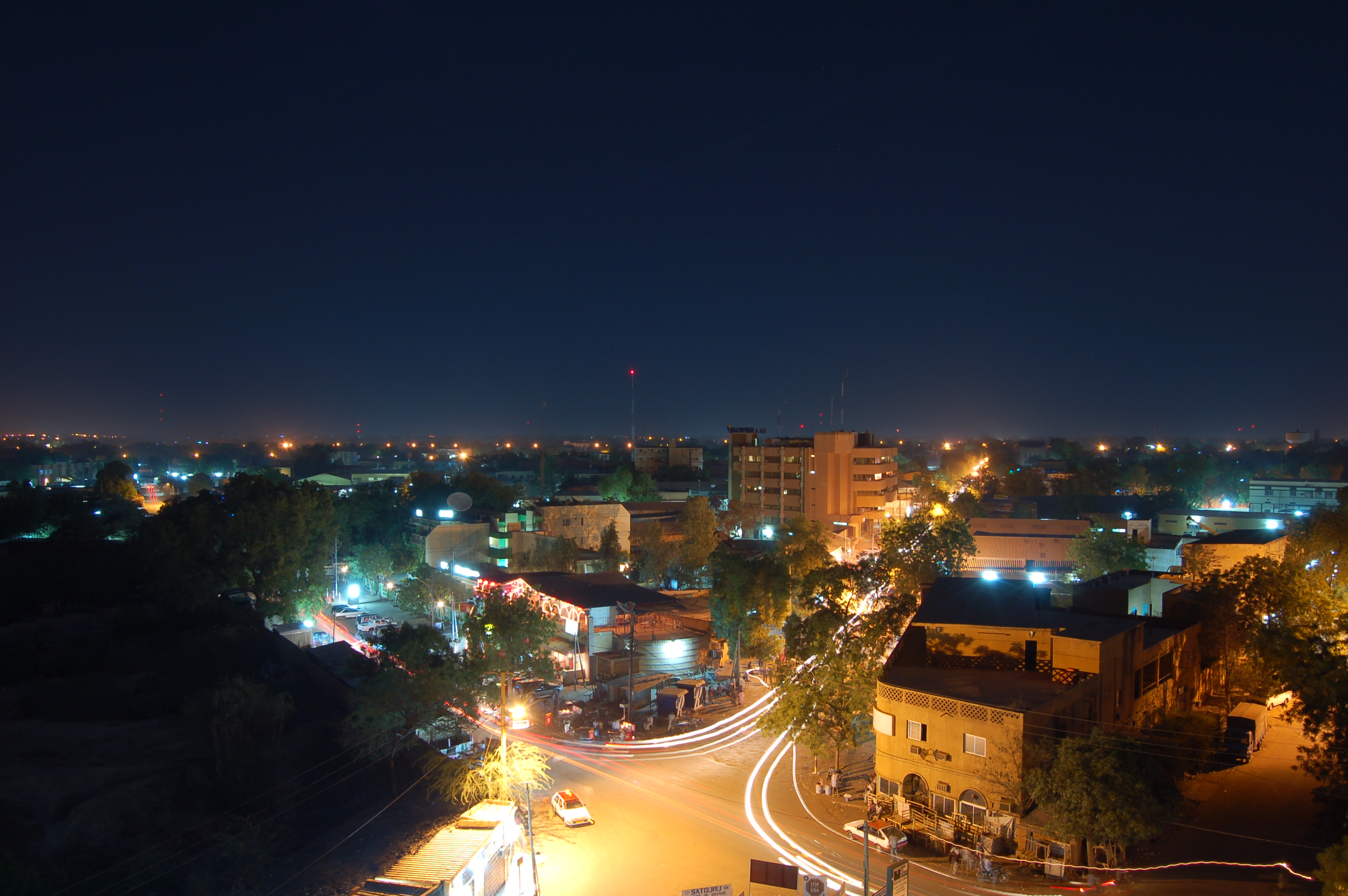
Niamey, de hoofdstad van Niger, tijdens de nacht

Niger is ingedeeld in zeven regio's en een hoofdstedelijk district (Niamey).
- Agadez met hoofdstad Agadez
- Diffa met hoofdstad Diffa
- Dosso met hoofdstad Dosso
- Maradi met hoofdstad Maradi
- Tahoua met hoofdstad Tahoua
- Tillabéri met hoofdstad Tillabéri
- Zinder met hoofdstad Zinder

De regio's zijn weer onderverdeeld in 63 departementen, verder verdeeld in stadsgemeenten (commune urbaine) en plattelandsgemeenten (commune rurale).

## Geografie
Het noorden en het midden van Niger worden gedomineerd door het woestijngebied van de Sahara en ten zuiden daarvan de Sahel, die een overgangsgebied vormt naar het tropische zuiden. In het centrale gedeelte van het land liggen de gedeeltelijk vulkanische Aïr-bergen. Hier ligt ook de hoogste berg van het land, de Bagzane (2022 meter). Het zuiden van Niger bestaat uit open vlaktes. In het zuidoosten ligt de laagvlakte van het Tsjaadmeer aan de grens met Tsjaad en Nigeria. De enige permanente rivieren zijn de Niger en zijn toevoerrivieren.
Niger heeft een oppervlakte van 1.267.000 vierkante kilometer, waarvan slechts 300 km² water. De grenslijn is 5697 kilometer lang, verdeeld over de volgende landen (kloksgewijs, beginnend in het noorden): Algerije (956 km), Libië (354 km), Tsjaad (1175 km), Nigeria (1497 km), Benin (266 km), Burkina Faso (628 km) en Mali (821 km).
Het zuiden van het land rondom de rivier de Niger heeft een savannebegroeiing van gras met verspreide bomen. Het grootste gedeelte van de begroeiing van het zuiden bestaat echter uit droge grassen. In de Aïr-bergen is genoeg regenval om grassen en struikgewas te laten groeien. De noordelijke woestijn bestaat voor een groot gedeelte uit zandduinen.
In de zuidelijke savannes komen veel savannedieren zoals olifanten, leeuwen, giraffen en kafferbuffels voor.
Het klimaat varieert van het noorden, waar een droog woestijnklimaat heerst, tot het zuiden, waar een warm steppeklimaat heerst met een regenseizoen van juni tot september.

## Bezienswaardigheden

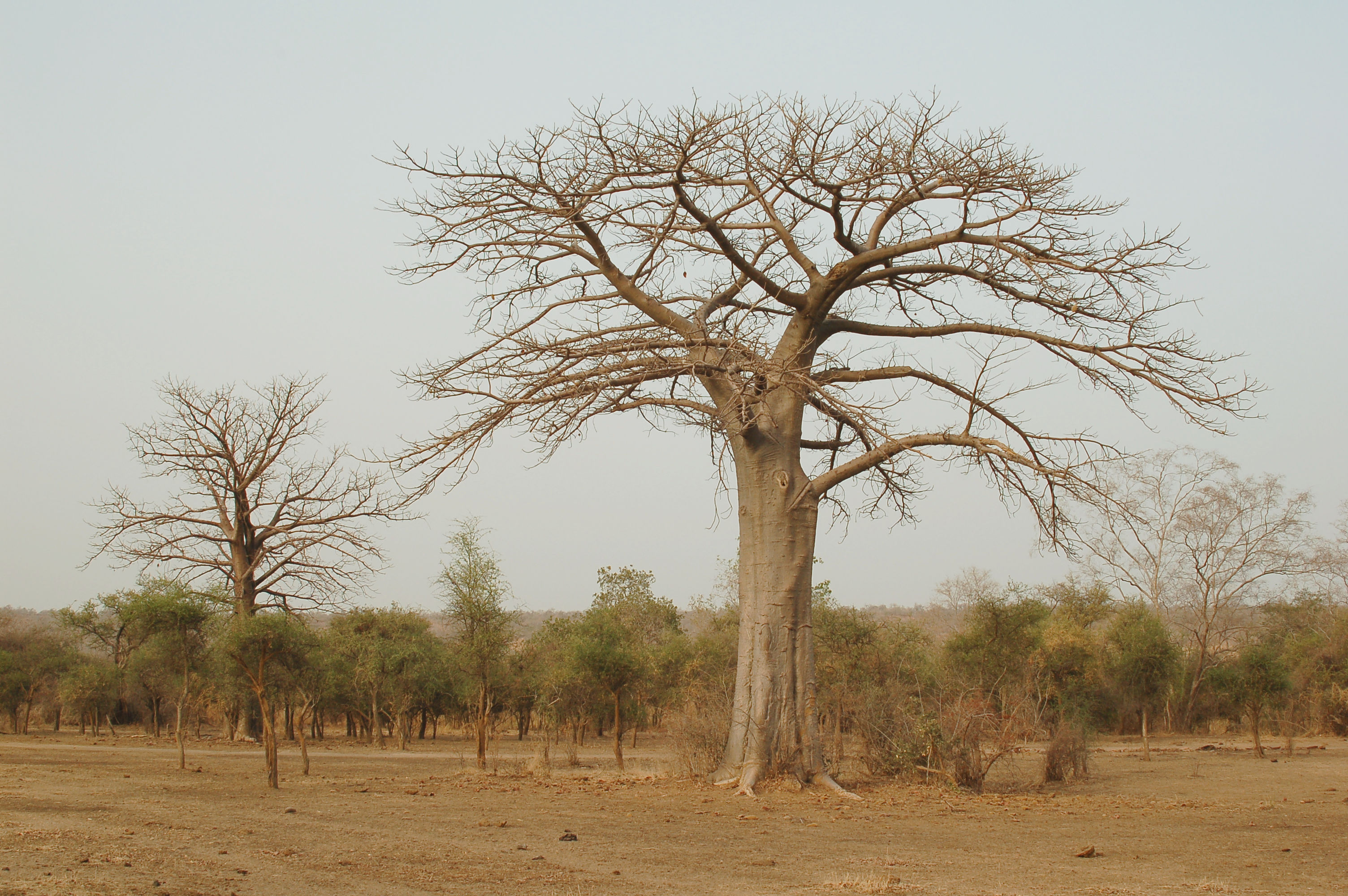
Adansonia digitata in het Nationaal park W van Niger

- Natuurreservaat Aïr
- Natuurreservaat Ténéré
- Nationaal park W van Niger

## Economie
Niger is een van de armste landen in de wereld. Economische activiteiten vinden voornamelijk plaats in het zuidwesten waar de rivier de Niger loopt. In de periode van 1980 tot 2000 verkeerde het land in zware economische problemen en het bruto binnenlands product (bbp), in Amerikaanse dollars gemeten, halveerde. De koopkracht van de inwoners stond eveneens zwaar onder druk. Het jaar 2000 was het dieptepunt en nadien laat Niger jaar op jaar een goede economische groei zien en de inflatie blijft laag. Door de hoge bevolkingsgroei, tussen 1980 en 2020 verviervoudigde het inwoneraantal van zo'n 5,8 miljoen naar 24,2 miljoen, is het bbp per hoofd van de bevolking nauwelijks gewijzigd.
| Jaar | BBP (in miljarden US$) | BBP per hoofd (in US$) | BBP per hoofd (in US$, PPP) | Reële groei (% mut JoJ) | Inflatie (% mut JoJ) | Saldo overheids- begroting (in % BBP) | Bruto staatsschuld (in % BBP) | Saldo lopende rekening (in % BBP) |
| ---- | ---------------------- | ---------------------- | --------------------------- | ----------------------- | -------------------- | ------------------------------------- | ----------------------------- | --------------------------------- |
| 1980 | 3,5                    | 609                    | 1564                        | 4,9%                    | 7,3%                 |                                       |                               | -7,8%                             |
| 1990 | 3,5                    | 435                    | 1125                        | -1,3%                   | -2,0%                |                                       |                               | -6,8%                             |
| 2000 | 2,2                    | 197                    | 933                         | -1,2%                   | 2,7%                 | -2,8%                                 | 82,1%                         | -4,7%                             |
| 2005 | 4,4                    | 321                    | 961                         | 7,3%                    | 7,8%                 | -1,5%                                 | 49,5%                         | -7,1%                             |
| 2010 | 7,8                    | 476                    | 1036                        | 8,6%                    | 0,9%                 | -1,0%                                 | 15,1%                         | -14,5%                            |
| 2015 | 9,7                    | 484                    | 1132                        | 4,4%                    | 1,0%                 | -6,7%                                 | 29,9%                         | -15,3%                            |
| 2020 | 13,8                   | 569                    | 1221                        | 3,6%                    | 2,9%                 | -4,8%                                 | 45,0%                         | -13,2%                            |

### Landbouw en veeteelt
Ongeveer 85% van de beroepsbevolking werkt in de landbouw. Slechts 3% van het beschikbare landoppervlak is geschikt voor landbouw en zo'n 7% voor de veeteelt. Belangrijke voedselgewassen zijn bonen, cassave, gierst (millet en sorghum) en rijst. Belangrijke economische gewassen zijn pinda's en katoen. Voor de export is alleen de veeteelt van belang, 16,6% van de veeproductie gaat naar Frankrijk, waar 74% van de totale export naartoe gaat.

### Mijnbouw
Niger is anno 2022 de op vier na grootste producent van uranium maar levert slechts 4 à 5% van de totale uraniumproductie in de wereld. Tussen 2015 en 2020 was uranium nog goed voor een kwart van de totale export, na 2020 nam goud de eerste positie over. In 2021 bestond nog 6,66% van de totale export uit uranium waarvan 76,9% naar Frankrijk ging. Frankrijk is anno 2022 voor ongeveer 20% afhankelijk van uranium import uit Niger. De Europese is anno 2021 voor ongeveer 25% afhankelijk van import uit Niger. Er bevindt zich één operationele uraniummijn in Niger, de dagbouw-mijn nabij Arlit die sinds 1971 wordt geëxploiteerd door  SOMAÏR, een samenwerkingsverband tussen het Franse Orano met een minderheidsbelang van de Nigerese staat. Daarnaast bezit Orano twee ondergrondse mijnen, de COMINAK mijn (gesloten in 2019) en de Imouraren mijn (sinds 2015 op non-actief). Daarnaast zijn er mijn vergunningen in bezit van het Chinese CNNC (Azelik), het Canadese GoviEx (Madaouela) en het eveneens Canadese Global Atomic (Adrar Emoles - DASA).
In november 2011 werd de eerste olie gewonnen in de Agadem Rift Basin in Diffa. De olie gaat per pijplijn naar de raffinaderij in Zinder. Deze heeft een capaciteit van 20.000 vaten olie per dag en voorziet voor een belangrijk deel in de behoefte van het land. In 2019 werd begonnen met de aanleg van een oliepijplijn van 1980 kilometer van het olieveld naar Port Seme in Benin. Het krijgt een capaciteit van 90.000 vaten per dag en zal in het vierde kwartaal van 2023 in gebruik komen. China National Petroleum Corporation is de opdrachtgever en de exploitant van de pijplijn. Dit is een belangrijk project, voor het jaar 2025 is de verwachting dat de pijplijn de export van Niger met 70% zal doen toenemen en de economie met zo'n 25%.

## Politiek
Niger heeft veel politieke instabiliteit gekend. De politiek wordt gekenmerkt door staatsgrepen. In 1992 werd een nieuwe grondwet aangenomen.
Het parlement (Assemblée Nationale) met 171 leden wordt om de vier jaar gekozen. Het staatshoofd wordt bij directe verkiezing eveneens om de vijf jaar gekozen (eenmalige herverkiezing). Er is kiesrecht vanaf 18 jaar.